# Камі-Фурано

43°27′20″ пн. ш. 142°28′2″ сх. д. / 43.45556° пн. ш. 142.46722° сх. д.
Ка́мі-Фура́но (яп. 上富良野町, かみふらのちょう, МФА: [kamʲi ɸuɾano t͡ɕoː]) — містечко в Японії, в повіті Сораті округу Камікава префектури Хоккайдо. Станом на 1 жовтня 2008 року площа містечка становила 237,18 км². Станом на 31 березня 2017 населення містечка становило 10 956 осіб.

## Міста-побратими
- Камрось  Канада